# Wereldbeker schaatsen 2005/2006 - Ploegenachtervolging vrouwen
De kalender voor de ploegenachtervolging vrouwen tijdens de wereldbeker schaatsen 2005/2006 zag er als volgt uit:
| Race | Plaats     | Datum            |
| ---- | ---------- | ---------------- |
| 1    | Calgary    | 13 november 2005 |
| 2    | Heerenveen | 4 december 2005  |
| 3    | Turijn     | 11 december 2005 |

Titelverdediger was het team van Japan dat tijdens de wereldbeker schaatsen 2004/2005 de ploegenachtervolging won.
Deze wereldbekercompetitie was tevens het kwalificatietoernooi voor de Olympische Winterspelen van 2006.

## Podia
| Wedstrijd: | Goud:                                                        | Tijd       | Zilver:                                                | Tijd    | Brons:                                                              | Tijd    |
| Calgary    | Duitsland Daniela Anschütz Anni Friesinger Claudia Pechstein | 2.56,04 WR | China Ji Jia Wang Fei Zhang Xiaolei                    | 3.00,24 | Rusland Jekaterina Abramova Galina Lichatsjova Jekaterina Lobysjeva | 3.00,67 |
| Heerenveen | Nederland Renate Groenewold Moniek Kleinsman Ireen Wüst      | 3.03,61    | Canada Kristina Groves Cindy Klassen Christine Nesbitt | 3.03,95 | Rusland Jekaterina Abramova Galina Lichatsjova Jekaterina Lobysjeva | 3.04,22 |
| Turijn     | Duitsland Daniela Anschütz Anni Friesinger Sabine Völker     | 3.04,22    | Canada Kristina Groves Clara Hughes Christine Nesbitt  | 3.06,15 | Japan Eriko Ishino Hiromi Otsu Maki Tabata                          | 3.06,45 |

## Eindstand
In de wereldbekerwedstrijden deden van sommigen landen (o.a. Canada, Japan, Nederland, Rusland en de Verenigde Staten) meerdere teams mee waarbij alleen de snelste tijd telde voor de berekening van het puntenaantal. Alle schaatssters die meegereden hebben staan genoemd, ook als ze niet expliciet hebben bijgedragen aan het puntentotaal van hun land.
| #      | Land             | Schaatssters                                                                 | CAL | HEE | TUR | Totaal |
| ------ | ---------------- | ---------------------------------------------------------------------------- | --- | --- | --- | ------ |
| Goud   | Duitsland        | Angermüller, Anschütz-Thoms, Friesinger, Kalex, Opitz, Pechstein, Völker     | 100 | 32  | 100 | 232    |
| Zilver | Canada           | D'Amours, Groves, Hughes, Klassen, Nesbitt, Rempel, Schussler, Simpson       | 40  | 80  | 80  | 200    |
| Brons  | Rusland          | Abramova, Barysjeva, Jaksjina, Lichatsjova, Lobisjeva, Tarasova, Vysokova    | 70  | 70  | 60  | 200    |
| 4      | China            | Ji, Wang, Zhang                                                              | 80  | 60  | 45  | 185    |
| 5      | Nederland        | Cramer, Van Deutekom, Van Dijk, Van Goozen, Groenewold, Kleinsman, Vis, Wüst | 50  | 100 | 32  | 182    |
| 6      | Japan            | Hozumi, Ishino, Nemoto, Obara, Otsu, Seo, Tabata                             | 45  | 50  | 70  | 165    |
| 7      | Verenigde Staten | Crowley, Holzer, Lamb, Raney, Rodriguez, Sannes, Swider-Peltz, Jr., Witty    | 60  | 36  | 50  | 146    |
| 8      | Noorwegen        | A. Bjelkevik, H. Bjelkevik, Haugli                                           | 32  | 45  | 40  | 117    |
| 9      | Zuid-Korea       | Jeong, Kim, Lee, Noh                                                         | 36  | 40  | 36  | 112    |
| 10     | Roemenië         | Dumitru, Oltean, Opincariu                                                   | 28  | 28  | 24  | 80     |
| 11     | Italië           | Battisti, Marra, Simionato                                                   | -   | -   | 28  | 28     |
| 12     | Zweden           | Albertsson, Andersson, Johansson                                             | 24  | -   | -   | 24     |